# Kōyō Kawanishi
Pour les articles homonymes, voir Kawanishi (homonymie).
Kōyō Kawanishi (川西浩陽, Kawanishi Kōyō) est un astronome amateur japonais né le 18 janvier 1959. D'après le centre des planètes mineures, il a co-découvert treize astéroïdes, la plupart avec Toshirō Nomura. L'astéroïde (5591) Koyo porte son nom.
| (4106) Nada[1]                      | 6 mars 1989       |
| (4797) Ako[1]                       | 30 septembre 1989 |
| (5401) Minamioda[1]                 | 6 mars 1989       |
| (5685) Sanenobufukui[1]             | 8 décembre 1990   |
| (5737) Itoh[1]                      | 30 septembre 1989 |
| (5872) Sugano[1]                    | 30 septembre 1989 |
| (6155) Yokosugano[1]                | 11 novembre 1990  |
| (6557) Yokonomura[1]                | 11 novembre 1990  |
| (6559) Nomura[2]                    | 3 mai 1991        |
| (7178) Ikuookamoto[1]               | 11 novembre 1990  |
| (9580) Tarumi[1]                    | 4 octobre 1989    |
| (10318) Sumaura[1]                  | 15 octobre 1990   |
| (14873) Shoyo[2]                    | 28 octobre 1990   |
| 1. avec T. Nomura 2. avec M. Sugano |                   |